# Châssis GM
Cet article traite d'un châssis employé comme base pour la création de véhicules blindés. À ne pas confondre avec les réalisations de la General Motors Company (GMC).

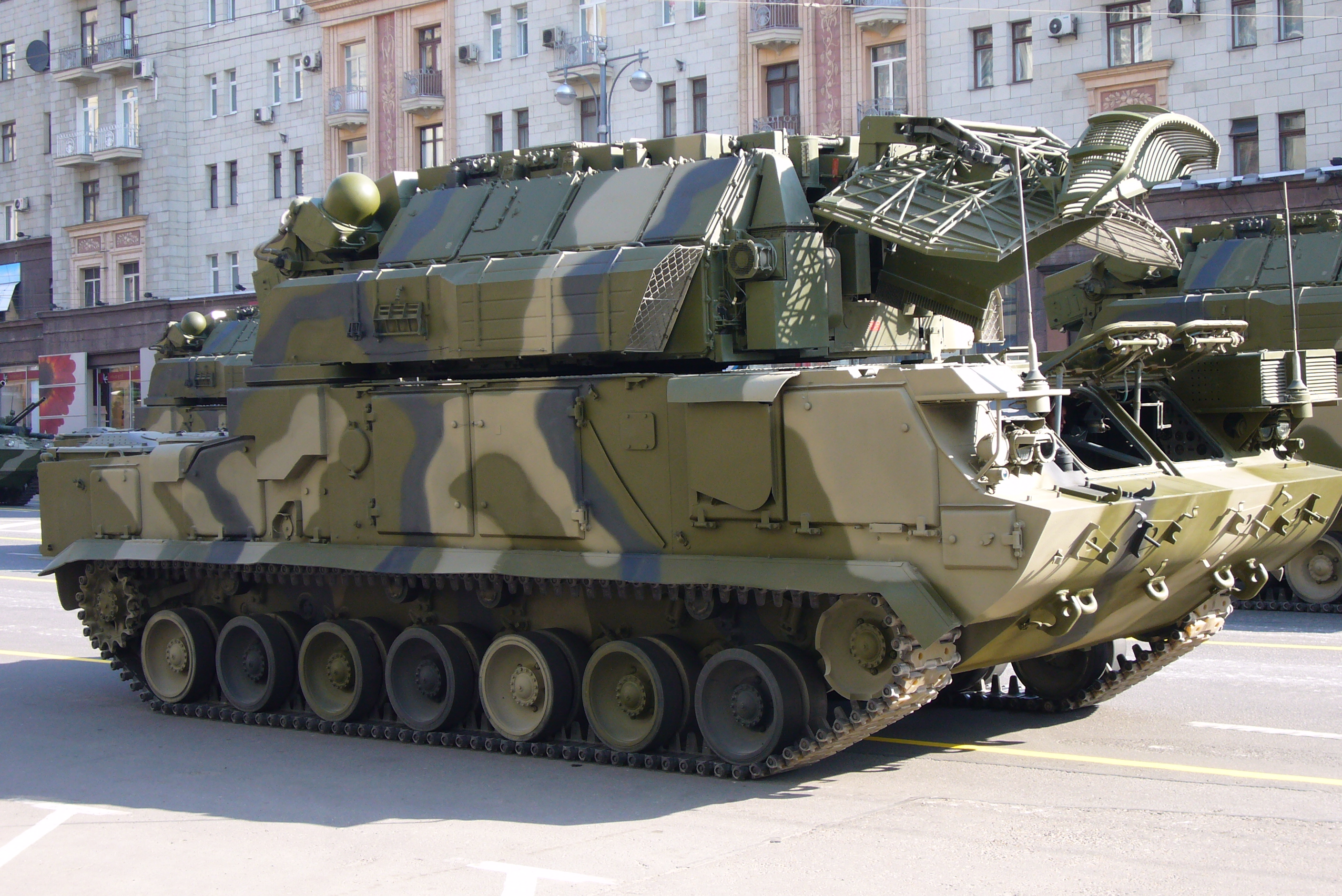
Système-missiles Tor monté sur un châssis GM-5955.

GM ou Gusenichnaya Machina (en russe : « Гусеничная машина ») est une série de châssis pour véhicules à chenilles, principalement fabriquée par la firme Metrowagonmash, anciennement nommée Mytyschinskiy Mashinostroitelniy Zavod (MMZ), intégrée à la société Transmashholding depuis 2002.
Quelques séries plus anciennes avaient été développées et produites par l'entreprise Minsk Tractor Works (MTZ).

## GM-569
Le châssis GM-569 est utilisé comme base du TELAR 9A38, un des éléments du système Sol-Air 9K37 Bouk-M1-2.

### Caractéristiques
| Masse du châssis                          | 24 tonnes                         |
| Charge maximale admissible                | 11,5 tonnes                       |
| Empattement                               | 4 605 mm                          |
| Garde au sol                              | 450 mm                            |
| Autonomie avec les pleins                 | 500 km                            |
| Températures d'utilisation (mini / maxi)  | de - 50 °С à + 50 °С              |
| Humidité relative                         | 98 % (à t = 35 °С)                |
| Densité de poussière maximale en conduite | < 2,5 g/m3                        |
| Vitesse maximale                          | 65 km/h                           |
| Pression moyenne exercée au sol           | < 0,8 kg/cm2                      |
| Type de motorisation                      | Moteur Diesel polycarburant       |
| Puissances disponibles                    | (710 ch (522 kW) (840 ch (618 kW) |

## Autres types de châssis

### Conçus et développés parMetrovagonmash
(anciennement MMZ et OKB-40)

Châssis GM-577 (sans superstructure particulière).

- GM-5975 : utilisé pour le 2K22 Toungouska[1],[2].
- GM-5965 : utilisé pour le poste de commandement Ranjir-M[3].
- GM-5955 : utilisé pour le Tor-M1 (SA-15)[2]. La version d'exportation Tor-M2E (9A331MK) fut conçue sur un châssis différent développé par MZKT, le MZKT-6922[1].
- GM-579 : utilisé pour le véhicule de commandement de site sol-air 9C470[1].
- GM-577 : utilisé pour le (TEL) avec capacité de chargement 9A39 (SA-11/17)[2].
- GM-577 : également utilisé pour le TELAR 9A310[2].
- GM-578 : était utilisé pur le TEL 2P25 du système-missiles 2K12 Koub[2].
- GM-568 : était utilisé pour le véhicule autotracté de reconnaissance et de guidage 1S91 du système 2K12 Koub (SA-6)[2],[4].
- GM-539 : était utilisé dans le SA-6B[2].
- GM-575 : châssis utilisé pour le canon automoteur ZSU-23-4 Shilka et ses dérivés[2].

MMZ produisit aussi les modèles GM-569, GM-567A, GM-562, GM-5959, GM-5951 et GM-5952.

### Conçus et développés àMinsk Tractor Works(MTZ)
- GM-369 : châssis chenillé.
- GM-355 : fut utilisé pour les véhicules de combat de la série 9A330, comprenant une station de détection des cibles, une station de guidage et le TEL (tracteur-érecteur-lanceur) du premier système Tor (pas le M1)[5].
- GM-352 : utilisé pour le véhicule BM 2C6 (2K22 Tunguska).
- GM-352M : utilisé pour le véhicule d'infanterie 2T Stalker (en)[2].

### Conçus et développés par des firmes extérieures
- GM-123 et GM-124 : utilisés pour le canon automoteur 2S3 Akatsiya, basé sur le canon tracté M1955 (D-20) de 152 mm, et le mortier automoteur 2S4 de 240 mm. Ils étaient aussi utilisés pour le système Sol-Air 2K11 Krug[2],[6].
- GM-426 : châssis chenillé.
- GM-830 et GM-835 : utilisés pour le système Sol-Air S-300V, ces châssis furent développés par le bureau KB-3 de Leningrad, dans l'usine de Kirov (actuellement PO Spetsmash)[7].

### Site web officielMetrovagonmash
- (ru) Description générale du GM-569, (ru) Caractéristiques du GM-569.
- (ru) Description générale du GM-5955, (ru) Caractéristiques du GM-5955.
- (ru) Description générale du GM-5975, (ru) Caractéristiques du GM-5975.

### Vestnik PVO(pvo.guns.ru)
- (ru) TELAR 9A38.
- (ru) Description du véhicule de commandement 9C470.
- (ru) TEL avec capacité de rechargement 9A39.
- (ru) TELAR 9A310.